# Baunat
Baunat est une marque de joaillerie qui conçoit, fabrique, distribue et vend des bijoux en diamant. Fondée à Anvers en 2008 par Stefaan Mouradian et Steven Boelens, l'entreprise est encore sous la direction des deux entrepreneurs.

## Historique
Cette marque, née en ligne, propose, par l'intermédiaire de son site internet, des bijoux en diamant de haute qualité, réalisés à la demande, et de façon artisanale à Anvers, capitale mondiale du diamant.[réf. nécessaire]
Visant à proposer le diamant « à son juste prix », Baunat achète ses diamants directement à la source, sans intermédiaires et travaille en flux tendu afin de limiter les coûts et de réduire les prix de vente.
La marque exporte désormais plus de 85 % de ses produits vers plus de 50 pays dans le monde. Près de 70 % de ses ventes sont réalisées à travers ses sites de vente en ligne, disponibles en 8 langues et 7 devises, tandis qu'environ 30 % des ventes sont réalisées dans les showrooms d'Amsterdam, Anvers, Düsseldorf, Genève, Hong Kong, Knokke, Londres, Madrid, Mumbai, Munich, Paris, Shanghai, Zurich.

## Collections
- 2008: Collection classique
- 2009 : Première collection  Design en collaboration avec le Flanders Fashion Institute[6]
- 2010 : Collection Pas-de-Deux en collaboration avec la créatrice anversoise Anne Zellien
- 2010 : Collections Solé et Licio en collaboration avec la créatrice anversoise Elisa Schepens
- 2011 : Collection  Dancing Lady en collaboration avec la créatrice anversoise Elke Peeters[6]
- 2012 : Collections Ouverture,Médaillons d'Anvers, Jafo en collaboration avec les créatrices anversoises Wouters & Hendrix
- 2013 : Collections Le Paradis et Nathu en collaboration avec les créatrices anversoises Wouters & Hendrix
- 2018 : Collection Fleurs
- 2018: Première collection Haute Joaillerie
- 2021: Collection Love connections
- 2021: Collection Baunat Iconic
- 2022: Collection Wild roses